# Tripla Coroană a Sporturilor cu Motor

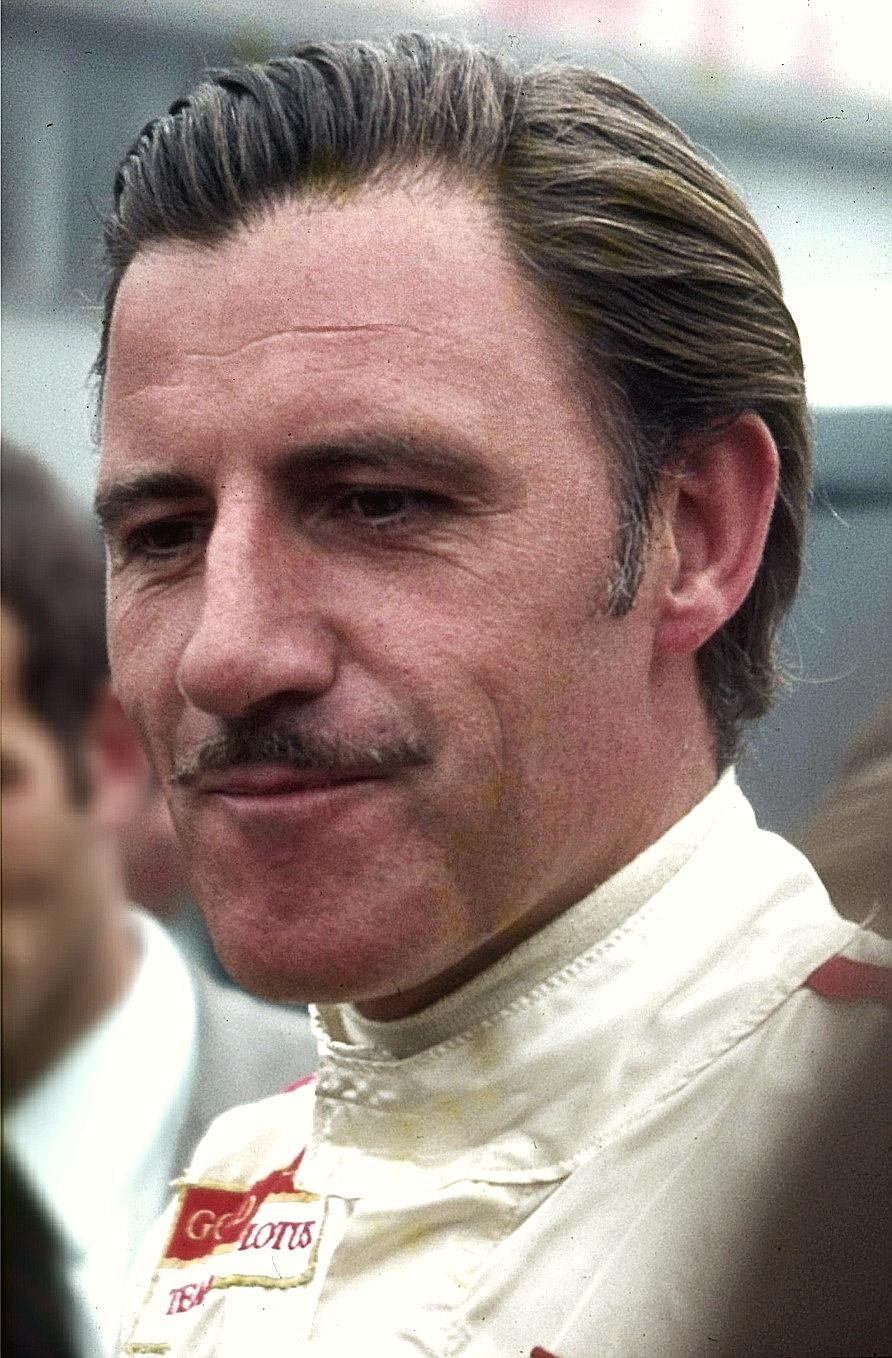
Graham Hill (fotografiat în 1969) este singurul pilot care a finalizat Tripla Coroană

Tripla Coroană a Sporturilor cu Motor este o realizare neoficială în sporturile cu motor, adesea îndeplinită prin a câștiga trei dintre cele mai prestigioase curse cu motor din lume în cariera cuiva:
- Indianapolis 500 (pentru prima dată desfășurat în 1911)
- 24 de ore de la Le Mans (pentru prima dată desfășurat în 1923)
- Marele Premiu al Principatului Monaco (pentru prima dată desfășurat în 1929)

În diferite perioade, toate cele trei curse au făcut parte din diferite Campionate Mondiale FIA:
- Indianapolis 500 a făcut parte din Campionatul Mondial al Constructorilor (1925–1928) și din Campionatul Mondial de Formula 1 (1950–1960).
- 24 de ore de la Le Mans a făcut parte din Campionatul Mondial de mașini sport (1953–1992, cu excepția sezoanelor 1956, 1975–1979 și 1989–1990). Din 2012 face parte din Campionatul Mondial de Anduranță FIA.
- Marele Premiu al Principatului Monaco face parte din Campionatul Mondial de Formula 1 din 1950 (cu excepția sezoanelor 1951–1954 și 2020).

Graham Hill este singurul pilot care a finalizat Tripla Coroană. 19 piloți din istoria sporturilor cu motor au concurat în toate cele trei etape ale Triplei Coroane și au câștigat cel puțin unul dintre evenimente. Juan Pablo Montoya și Fernando Alonso sunt singurii piloți activi care au câștigat două dintre cele trei evenimente, având nevoie să mai câștige 24 de ore de la Le Mans și, respectiv, Indianapolis 500.

## Definiții alternative

### Inclusiv Campionatul Piloților F1
O definiție anterioară, adoptată de câștigătorul Triplei Coroane Graham Hill și Jacques Villeneuve înlocuiește Marele Premiu al Principatului Monaco cu Campionatul Mondial de Formula 1; Graham Hill este, de asemenea, singurul pilot care a reușit acest lucru, câștigând titlul de F1 la piloți în 1962 și 1968.

### Curse de anduranță
Tripla Coroană în cursele de anduranță prezintă Le Mans și a adăugat cele 24 de ore de la Daytona și 12 de ore de la Sebring . Această coroană a fost câștigată de mai mulți piloți, și anume AJ Foyt, Hans Herrmann, Jackie Oliver, Al Holbert, Hurley Haywood, Mauro Baldi, Andy Wallace, Marco Werner și Timo Bernhard. Mulți piloți au ajuns aproape de a câștiga coroana cu locul 2 în al treilea eveniment, cum ar fi Ken Miles (căruia i s-a refuzat victoria printr-un amănunt tehnic la 24 de ore de la Le Mans din 1966), Mario Andretti (Le Mans 1995) și Allan McNish (Daytona 2012).

### Curse IndyCar
În perioada 1971-1989, cursele de mașini Indy și-au disputat propria Triplă Coroană. Din 1971 până în 1980, a constat din cele trei evenimente de 500 de mile din calendar: Indianapolis 500, Pocono 500 și California 500. Al Unser (1978) este singurul pilot care le-a câștigat pe toate trei în același sezon. Ontario Motor Speedway a fost închis în 1980, iar California 500 a fost înlocuită cu Michigan 500. Tripla coroană a continuat până în 1989, după care cursa Pocono a fost întreruptă. Niciun pilot nu a câștigat toate cele trei evenimente în anii 1980.
Tripla Coroană a IndyCar a fost reînviată în 2013, cu formatul 1971–80 al Indianapolis 500 (în mai), Pocono IndyCar 400 (în iulie) și MAVTV 500 (în octombrie, desfășurat la Fontana). Un premiu bonus de 1 milion de dolari este oferit oricărui pilot care să câștige toate cele trei curse.
Pentru 2014, Pocono a revenit la formatul de 500 de mile, Fontana a fost mutat la cursa de încheiere a sezonului din august și toate cele trei evenimente au acordat puncte duble de campionat. De la revenirea cursei California 500 sub sancțiunea IndyCar, a fost o cursă de noapte.
În 2015, Fontana a trecut în iulie, în timp ce Pocono a fost penultima cursă a sezonului din august. Fontana a fost scoasă din calendarul IndyCar după 2015, iar Pocono a fost eliminată din calendarul IndyCar după 2019
Dintre toate variantele Triplei Coroane a IndyCar, doar cinci piloți au realizat performanța de-a lungul carierei lor, Al Unser fiind singurul care a reușit-o într-un singur sezon.

### Motorsportul american
AJ Foyt și Mario Andretti sunt singurii piloți care au câștigat atât Indianapolis 500, cât și Daytona 500. Ambii piloți au câștigat, de asemenea, 24 de ore de la Daytona și 12 de ore de la Sebring. Foyt a câștigat patru ediții ale Indianapolis 500 și a strâns șapte titluri cu monoposturi și o victorie la 24 de ore de la Le Mans. Mario Andretti a câștigat trei ediții ale 12 de ore de la Sebring12 de ore de la Sebring, Indianapolis 500 din 1969 și, de asemenea, a câștigat patru titluri cu monoposturi, un campionat mondial de Formula 1 și o victorie de clasă și un loc 2 în clasamentul general la 24 de ore de la Le Mans.

### Motorsportul australian
În Australia, se spune că un pilot a obținut „Tripla Coroană” dacă câștigă Sandown 500, Bathurst 1000 și Supercars Championship (fostul Australian Touring Car Championship) în același an. Doar doi piloți au realizat această performanță: Peter Brock în 1978 și 1980 și Craig Lowndes în 1996.

## Concurenți activi care au finalizat două etape ale Triplei Coroane
La data de mai 2022, singurii piloți activi care au finalizat două evenimente ale Triplei Coroane sunt Juan Pablo Montoya și Fernando Alonso. Ambii au câștigat Marele Premiu al Principatului Monaco (Montoya în 2003 iar Alonso în 2006 și 2007). Montoya a câștigat Indianapolis 500 de două ori (2000⁠(d) și 2015⁠(d)), în timp ce Alonso a câștigat Cursa de 24 de ore de la Le Mans de două ori în 2018 și 2019 și a concurat în Indy 500 din 2017⁠(d), dar s-a retras în turul 179 din 200 din cauza unei defecțiuni a motorului, după ce a fost la conducerea cursei timp de 27 de tururi. Alonso a participat de asemenea în Indy 500 din 2019⁠(d) dar nu a reușit să se califice pentru cursă. În Indy 500 din 2020⁠(d), Alonso a terminat pe locul 21. Montoya a intrat în Cursa de 24 de ore de la Le Mans din 2020, calificându-se pe locul 21 și retrăgându-se din cauze unei defecțiuni la motor. Montoya a intrat din nou în Cursa de 24 de ore de la Le Mans din 2021, calificându-se pe 18 la general și terminând cursa pe locul 15.

## Lista câștigătorilor Triplei Coroane
Evenimentele care compun definițiile obișnuite (Indy 500 / Le Mans 24h / Monaco GP) și alternative (Indy 500 / Le Mans 24h / F1 CMP) sunt incluse mai jos.
| Pilot       | Câștigător Indianapolis 500 | Câștigător 24h de la Le Mans | Câștigător MP al Principatului Monaco | Campion mondial F1 |
| ----------- | --------------------------- | ---------------------------- | ------------------------------------- | ------------------ |
| Graham Hill | 1966                        | 1972                         | 1963, 1964, 1965, 1968, 1969          | 1962, 1968         |

Piloții enumerați mai jos au finalizat două dintre cele trei etape pentru oricare dintre versiunile Triplei Coroane.
| Pilot               | Câștigător Indianapolis 500 | Câștigător 24h de la Le Mans | Câștigător MP al Principatului Monaco | Campion mondial F1 |
| ------------------- | --------------------------- | ---------------------------- | ------------------------------------- | ------------------ |
| Tazio Nuvolari      | —                           | 1933                         | 1932                                  | N/A                |
| Maurice Trintignant | —                           | 1954                         | 1955, 1958                            | —                  |
| Mike Hawthorn       | —                           | 1955                         | —                                     | 1958               |
| Phil Hill           | —                           | 1958, 1961, 1962             | —                                     | 1961               |
| AJ Foyt             | 1961, 1964, 1967, 1977      | 1967                         | —                                     | —                  |
| Bruce McLaren       | —                           | 1966                         | 1962                                  | —                  |
| Jim Clark           | 1965                        | —                            | —                                     | 1963, 1965         |
| Jochen Rindt        | —                           | 1965                         | 1970                                  | 1970               |
| Mario Andretti      | 1969                        | —                            | —                                     | 1978               |
| Emerson Fittipaldi  | 1989, 1993                  | —                            | —                                     | 1972, 1974         |
| Jacques Villeneuve  | 1995                        | —                            | —                                     | 1997               |
| Juan Pablo Montoya  | 2000, 2015                  | —                            | 2003                                  | —                  |
| Fernando Alonso     | —                           | 2018, 2019                   | 2006, 2007                            | 2005, 2006         |

Notă: Piloții activi sunt evidențiați cu caractere aldine.